# Abingdon (Virgínia)
Abingdon é uma cidade  localizada no estado norte-americano de Virginia, no Condado de Washington.

## Demografia
Segundo o censo norte-americano de 2000, a sua população era de 7780 habitantes. 
Em 2006, foi estimada uma população de 7933, um aumento de 153 (2.0%).

## Geografia
De acordo com o United States Census Bureau tem uma área de 
21,6 km², dos quais 21,6 km² cobertos por terra e 0,0 km² cobertos por água. Abingdon localiza-se a aproximadamente 601 m acima do nível do mar.

## Localidades na vizinhança
O diagrama seguinte representa as localidades num raio de 24 km ao redor de Abingdon. 